# Taylan Bulut
Pour les articles homonymes, voir Bulut.
Taylan Bulut, né le 19 janvier 2006 à Eschweiler, est un footballeur allemand qui joue au poste d'arrière droit à Schalke 04.

## Biographie

### En club

#### Débuts et formation
Débutant la pratique du football à 4 ans au Germania Dürwiß, il est rapidement repéré par le Bayer Leverkusen, qu’il rejoint à l’âge de 7 ans. C’est là qu’il entame un parcours structurant de sept années, avant de poursuivre sa formation à la réputée Knappenschmiede du FC Schalke 04.

#### Schalke 04
Le 19 mai 2024, il dispute son premier match avec les professionnels lors de la dernière journée de championnat face au SpVgg Greuther Fürth en remplaçant Steven van der Sloot à la 90e minute (défaite 2-0).
Dès la saison suivante, il gagne sa place dans le onze titulaire et enchaîne les bonnes prestations. Titulaire à 24 reprises, il inscrit également son premier but en professionnel le 26 octobre 2024 face au SpVgg Greuther Fürth (défaite 3-4). En février 2025, il prolonge son contrat jusqu’en 2029.

### En sélection
International allemand depuis ses 15 ans, il compte plusieurs sélections avec les différentes équipes de jeunes.
Le 2 juin 2023, il devient champion d'Europe des moins de 17 ans avec la Mannschaft, participant activement à la conquête du titre et convertissant même un tir au but décisif lors de la finale face à la France.

## Statistiques
| Saison                | Club                  | Championnat           | Championnat | Championnat | Coupe(s) nationale(s) | Coupe(s) nationale(s) | Total | Total |
| Saison                | Club                  | Division              | M.          | B.          | M.                    | B.                    | M.    | B.    |
| 2023-2024             | Schalke 04            | 2. Bundesliga         | 1           | 0           | -                     | -                     | 1     | 0     |
| 2024-2025             | Schalke 04            | 2. Bundesliga         | 24          | 1           | 2                     | 0                     | 26    | 1     |
| Total sur la carrière | Total sur la carrière | Total sur la carrière | 25          | 1           | 2                     | 0                     | 27    | 1     |

## Palmarès

### En club
Avec l'équipe des moins de 17 ans de Schalke 04, il est champion d'Allemagne dans sa catégorie en 2022.

### En sélection
Il remporte le Championnat d'Europe des moins de 17 ans en 2023 avec l'Allemagne.